# Kirsten Sheridan
Kirsten Sheridan (* 14. Juli 1976 in Dublin) ist eine irische Regisseurin, Drehbuchautorin, Produzentin und Schauspielerin.

## Leben
Kirsten Sheridan wurde als Tochter des bekannten irischen Regisseurs Jim Sheridan in Dublin geboren. 1981 zog die Familie mit der fünfjährigen Kirsten nach New York City um, wo sie den Großteil ihrer Kindheit und Schulzeit verbrachte. Jahre später kehrte sie 1989 mit der Familie nach Irland zurück. Im selben Jahr landete Jim Sheridan mit seinem Oscarprämierten Filmdrama Mein linker Fuß (My Left Foot: The Story of Christy Brown) einen überwältigenden Erfolg. In dem Film spielte Kirsten Sheridan neben Hauptdarsteller Daniel Day-Lewis eine jüngere Schwester von Titelfigur Christy Brown. 1993 besuchte sie die New York University um sich Fähigkeiten beim Drehbuchschreiben anzueignen. Danach besuchte sie das University College Dublin. Am dortigen Dun Laoghaire College of Art and Design schloss sie 1998 mit dem Kurzfilm Patterns ab, der verschiedene Preise bei Festivals in Clermont-Ferrand, Cork, Galway, Dresden, Aspen und Chicago gewann. Ihr nächster Kurzfilm The Case of Majella McGinty über ein junges Mädchen, das ihrem stressigen Leben versteckt in einem Koffer entflieht, erreichte Auszeichnungen bei den Festivals von Foyle, Cork, San Francisco, Köln und Houston.
Ihr Regiedebüt bei einem Spielfilm gab sie 2001 mit Disco Pigs, einem Film über ein Teenagerpaar und deren langjährige obsessive und antisoziale Freundschaft. Der Film erhielt Nominierungen für die Beste Regiearbeit bei den British Independent Film Awards und den Irisch Film & TV Academy Awards.
Zusammen mit ihrer Schwester Naomi Sheridan schrieb sie 2002 das Drehbuch zu In America. Der Film, der von ihrem Vater Jim Sheridan inszeniert wurde, basiert auf den Erlebnissen der Familie in New York und deren bescheidenen finanziellen Verhältnissen. Naomi und Kirsten Sheridan erhielten eine Oscar-Nominierung für das Beste Drehbuch.
2007 erschien Sheridans nächste Regiearbeit Der Klang des Herzens, mit Jonathan Rhys-Meyers, Keri Russell und Freddie Highmore in den Hauptrollen. 2012 folgte ihr Drama Das Puppenhaus.

## Regiearbeiten und Drehbücher
- 1995: The Bench (Kurzfilm)
- 1996: Gentleman Caller (Kurzfilm)
- 1997: Walking Into Mirrors (Kurzfilm)
- 1997: Between Two Worlds
- 1998: Patterns (Kurzfilm)
- 1998: Ward Zone
- 1999: The Case of Majella McGingy (Kurzfilm)
- 2001: Disco Pigs
- 2002: In America
- 2007: Der Klang des Herzens (August Rush)
- 2012: Das Puppenhaus (Dollhouse)

## Schauspielerin
- 1989: Mein linker Fuß (My Left Foot: The Story of Christy Brown)
- 1997: Der Boxer (The Boxer)